# خالد الحامضي
خالد الحامضي لاعب كرة قدم سعودي ، يلعب في خط الوسط في نادي العدالة.

## مسيرة اللاعب
مثل نادي رأس تنورة في الفئات السنية وانتقل إلى الاتفاق في عام 2012 و أعاره الاتفاق إلى نادي العروبة عام 2016 و انتقل إلى نادي الخليج مطلع عام 2018 و انتقل إلى نادي العدالة في عام 2021.

## روابط خارجية
- خالد الحامضي على موقع Soccerway.com (الإنجليزية)